# Conor Gallagher
Conor John Gallagher (født 6. februar 2000) er en engelsk professionel fodboldspiller, som spiller for La Liga-klubben Atlético Madrid og Englands landshold.

## Klubkarriere

### Chelsea
Gallagher kom igennem ungdomsakademiet hos Chelsea, og blev i 2018-19 sæsonen kåret som årets akademispiller i klubben.

#### Lejeaftaler
Gallagher blev i august 2019 udlejet til Charlton Athletic, hvor han gjorde sin professionelle debut. Efter en halvsæson med Charlton, blev han i januar 2020 tilbagekaldt af Chelsea, og herefter udlejet til Swansea City.
Gallagher blev i september 2020 igen udlejet, denne gang til Premier League-klubben West Bromwich Albion. Han scorede sit første Premier League mål den 28. november i en kamp imod Sheffield United.
Gallagher blev i juli 2021 udlejet til Crystal Palace. Han imponerede på leje, og ved sæsonens udgang blev han kåret som sæsonens spiller i klubben.

#### Chelsea-karriere
Gallagher debuterede for Chelsea den 6. august 2022 i en kamp imod Everton. Han scorede sit første mål for klubben den 1. oktober imod sin tidligere klub Crystal Palace.
Gallagher var for første gang anfører for Chelsea i en EFL Cup-kamp imod AFC Wimbledon den 31. august 2023. Som resultat af skader til Reece James og Ben Chilwell, så endte Gallagher med at spille som anfører i størstedelen af 2023-24 sæsonen.

### Atlético Madrid
Gallagher blev efter ankomsten af den nye Chelsea træner Enzo Maresca fortalt, at han ikke var en del af klubbens planer fremadrettet, på trods af han havde været en af klubbens vigtigste spillere i de to forrige sæsoner. Han skiftede som resultat til spanske Atlético Madrid på en permanent aftale.

## Landsholdskarriere

### Ungdomslandshold
Gallagher har repræsenteret England på flere ungdomsniveauer. Han var del af Englands U/17-landshold, som vandt U/17 Verdensmesterkabet i 2017.

### Seniorlandshold
Gallagher debuterede for Englands landshold den 15. november 2021.

## Titler
Chelsea
- UEFA Europa League: 1 (2018-19)

England U/17
- U/17 Verdensmesterskabet: 1 (2017)

Individuelle
- Chelsea Årets akademispiller: 1 (2018-19)
- Crystal Palace Årets spiller: 1 (2021-22)

## Eksterne henvisninge
- Wikimedia Commons har flere filer relateret til Conor Gallagher
- Conor Gallaghers spillerprofil hos UEFA (engelsk)
- Conor Gallaghers profil hos L’Équipe (fransk)
- Conor Gallaghers profil hos EU-football.info (engelsk)
- Conor Gallaghers spillerprofil på Transfermarkt (engelsk)
- Conor Gallaghers spillerprofil på national-football-teams.com (engelsk)
- Conor Gallaghers profil på WorldFootball.net (engelsk)
- Conor Gallaghers spillerprofil på Soccerbase.com (engelsk)
- Conor Gallaghers profil hos FootballDatabase.eu (engelsk)
- Conor Gallaghers spillerprofil på Soccerway (engelsk)
- Conor Gallaghers profil på Zero Zero (engelsk)